# Tarko-Salé
Tarko-Salé (en ruso: Тарко-Сале) es una ciudad del distrito autónomo de Yamalia-Nenetsia, en Rusia, centro administrativo del raión del Pur. Se sitúa a orillas del río Piakupur, en la llanura de Siberia Occidental, a 541 km al sudeste de Salejard —la capital del distrito autónomo—, unos cinco kilómetros al sur de donde el río que atraviesa la ciudad se une al Aivasedapur para formar el río Pur. Su población alcanzaba los 20 083 habitantes en 2009.

## Historia
Tarko-Salé fue fundada en 1932, en relación con las investigaciones sobre los yacimientos de gas natural y petróleo de la región. Su nombre deriva del nenezo talka sajla, que quiere decir "asentamiento en un promontorio (entre dos ríos). Recibió el estatus de asentamiento de tipo urbano en 1976 y el ciudad el 23 de marzo de 2004.

## Geografía

### Clima
| Parámetros climáticos promedio de Tarko-Salé | Parámetros climáticos promedio de Tarko-Salé | Parámetros climáticos promedio de Tarko-Salé | Parámetros climáticos promedio de Tarko-Salé | Parámetros climáticos promedio de Tarko-Salé | Parámetros climáticos promedio de Tarko-Salé | Parámetros climáticos promedio de Tarko-Salé | Parámetros climáticos promedio de Tarko-Salé | Parámetros climáticos promedio de Tarko-Salé | Parámetros climáticos promedio de Tarko-Salé | Parámetros climáticos promedio de Tarko-Salé | Parámetros climáticos promedio de Tarko-Salé | Parámetros climáticos promedio de Tarko-Salé | Parámetros climáticos promedio de Tarko-Salé |
| Mes                                          | Ene.                                         | Feb.                                         | Mar.                                         | Abr.                                         | May.                                         | Jun.                                         | Jul.                                         | Ago.                                         | Sep.                                         | Oct.                                         | Nov.                                         | Dic.                                         | Anual                                        |
| -------------------------------------------- | -------------------------------------------- | -------------------------------------------- | -------------------------------------------- | -------------------------------------------- | -------------------------------------------- | -------------------------------------------- | -------------------------------------------- | -------------------------------------------- | -------------------------------------------- | -------------------------------------------- | -------------------------------------------- | -------------------------------------------- | -------------------------------------------- |
| Temp. máx. abs. (°C)                         | 1.6                                          | 3.4                                          | 6.8                                          | 15.1                                         | 30.0                                         | 33.4                                         | 34.5                                         | 31.6                                         | 26.3                                         | 17.5                                         | 3.9                                          | 1.7                                          | 34.5                                         |
| Temp. máx. media (°C)                        | -20.0                                        | -17.9                                        | -9.0                                         | -2.6                                         | 5.0                                          | 17.0                                         | 21.6                                         | 17.1                                         | 9.4                                          | -0.8                                         | -12.5                                        | -17.0                                        | -0.8                                         |
| Temp. media (°C)                             | -24.2                                        | -22.3                                        | -14.2                                        | -7.8                                         | 0.8                                          | 12.2                                         | 16.7                                         | 12.9                                         | 6.1                                          | -3.6                                         | -16.3                                        | -21.3                                        | -5.1                                         |
| Temp. mín. media (°C)                        | -28.4                                        | -26.8                                        | -19.4                                        | -13.0                                        | -3.4                                         | 7.3                                          | 11.8                                         | 8.7                                          | 2.8                                          | -6.4                                         | -20.1                                        | -25.5                                        | -9.4                                         |
| Temp. mín. abs. (°C)                         | -54.2                                        | -49.5                                        | -46.5                                        | -41.1                                        | -25.5                                        | -7.8                                         | 1.8                                          | -3.2                                         | -7.9                                         | -32.7                                        | -45.0                                        | -51.9                                        | -54.2                                        |
| Precipitación total (mm)                     | 27.5                                         | 24.6                                         | 27.9                                         | 33.4                                         | 38.1                                         | 55.5                                         | 65.4                                         | 75.4                                         | 52.3                                         | 57.5                                         | 39.5                                         | 35.0                                         | 532.1                                        |
| Fuente: Погода Тарко-Сале                    |                                              |                                              |                                              |                                              |                                              |                                              |                                              |                                              |                                              |                                              |                                              |                                              |                                              |

## Demografía
| 1989   | 2000   | 2002   | 2005   | 2008   |
| ------ | ------ | ------ | ------ | ------ |
| 17 400 | 18 300 | 18 517 | 19 500 | 20 111 |

## Cultura
En la ciudad se encuentra el Museo de historia local del rayón del Pur.

## Economía y transporte
El sector productivo principal de la ciudad es el procesamiento y extracción de gas natural. La segunda compañía productora de gas natural de Rusia, tras Gazprom, Novatek tiene su sede en Tarko-Salé.
A unos diez kilómetros al oeste de la ciudad está la estación de ferrocarril de Purovsk, conectada a la línea abierta en 1985 Tiumén - Surgut - Novi Urengói. Esta estación se alcanza desde Tarko-Salé mediante un puente de pontones sobre el Piakupur o una carretera de hielo en invierno.
La ciudad cuenta así mismo con un pequeño puerto en el Piakupur y un aeropuerto (código OACI USDS).